# Šašje
Šášje je s šašem zarasla vodna površina. Kljub navidezni popolni pokritosti vodne površine je pod listi dovolj proste vodne površine. 
Šaši so kopenske rastline, vendar kljub temu nekatere vrste zdržijo tudi dlje časa po vodo, posebno tam kjer so prisotne stalne poplave ali na območju presihajočih jezer.